# Leucanopsis boliviana
Leucanopsis boliviana là một loài bướm đêm thuộc phân họ Arctiinae, họ Erebidae.